# 石器時代
石器時代（せっきじだい）とは、先史時代の区分のひとつであり、石器時代とは、器具の材料に主として石が使用された時代という意味ではなく、冶金術が発明・採用される以前の時代を指すための用語である。

## 概要
石器時代という時代区分は、デンマークの考古学者クリスチャン・ユルゲンセン・トムセンによって名付けられた。彼は一定の原理に基づいて、人類は、石以外に金属を知らない石器時代、鉄をまだ使っていない青銅器時代、鉄器時代の順に発達した、と1836年に「北方古物学の手引き」でまとめた。そして、この時代区分はスカンジナビアとその周辺地域に適用できることを述べている。この三時代区分によって、一応考古学的な整理がついたのでこの区分法が広まったが、世界のどの地域でも当てはまるかというとそうではなく、青銅器時代を経ない地域も存在する。
ただし、イスラエルの歴史学者ユヴァル・ノア・ハラリはその著書『サピエンス全史』の第一部において、考古学や歴史学で "石器時代" と呼ばれることになった時代は、実際には木器時代だった、と指摘している。石器時代と呼ばれている時代に主に使われていた道具は実際は、植物性の材料で作った道具、たとえば木の枝や蔓などで作った道具だったが、何万年という長い年月で植物性材料で作った道具は朽ち果てて消えてしまい、遺物として出土せず現代人には見えなくなってしまっただけだ、と指摘している。主に使われていた木器のほうは朽ち果てて遺物として残らず、補助的に使っていた石器のほうばかりが遺物として残った、ということなのである。

## 時代区分
トムセンが一定の原理に従って定めた三時代区分法は、その後拡張解釈され、また別な基準に従って細分され、本来の意義から大きくそれていった。イギリスの考古学者ジョン・ラボック （Sir John Lubbock 1834 - 1913）によって1865年に石器時代は2つに分割された。絶滅動物と打製石器を使っていた時代を旧石器時代 (Palaeolithic Period)、現生動物の存在と磨製石器を使うようになった時代を新石器時代 (Neolithic Period) と二つに分けられた。地質時代でいうと前者が更新世に属し、後者が完新世に属している。
この古典的な時代区分が、世界的に採用・適用されるようになり、新石器時代に、新たに土器の発明や農耕と牧畜の開始の要素が加えられた。しかし、研究が進むにしたがい、各地域では石器時代が多様に展開・発展していることが分かってきて、既述の要素が必ずしも同時に当てはまらない地域も出てきた。例えば「農業が始まっているのに土器が出現していない」「磨製石器があるが農業は見られない」というような考古学的事実が明らかになってきた。そこで、イギリスの考古学者ゴードン・チャイルド (Vere Gordon Childe 1892 - 1957) は、基本要素を「食料採集から食料生産への転換」とし、農耕や牧畜の両方か、どちらかが始まっていれば新石器時代とした。
そこで、打製石器と磨製石器との過渡期でどちらにも入らない時代を中石器時代 (Mesolithic Age) とすることが1909年ジャック・ド・モルガン (Jacques de Morgan) によって提唱されている。しかし、その後の調査・研究の進展により、中石器・新石器時代の本来の概念は風化していった。
さらに、旧石器時代を、その時期に活躍した人類の種の区分により、前期旧石器時代・中期旧石器時代・後期旧石器時代の3期に分けている。

## 旧石器時代
旧石器時代は、200万年前から紀元前1万年の間とされている。地質学的にいうと、人類が絶滅した動物と共存していた更新世に属する。また、ホモ・ハビリスが石で道具を作り始めた時期でもある。考古学的にいうと、打ち欠かれた石の道具である打製石器という単純な石器を使用して狩猟・採集生活を営んでいた時代でもある。
旧石器時代をさらに前期、中期、後期に区分する時代区分が行われる。
石を削り獲物に投げつけて狩りをしていた。

### 前期旧石器時代
地域によって異なるが、約200万年前～約10万年前の期間とされている。ヨーロッパ・中近東・中央アジアでは、ホモ・ハビリスやホモ・エレクトスが生息していた。アジアではホモ・エレクトスの一種、北京原人・藍田（らんでん）原人・ジャワ原人がよく知られている。25万年前には、現生人類であるホモ・サピエンスが誕生した。同時期に、ネアンデルタール人（ホモ・ネアンデルターレンシス）も誕生している。この時期にはすでに、礫石器や打製石器の制作のほか、火の使用や言語の使用が始まったと考えられている。
この時代には、日本列島に人類は住んでいなかったと推測されている。

### 中期旧石器時代
中期旧石器時代の年代は、地域によって異なるが、約10万年前～約3.5万年前の期間とされている。ヨーロッパ・中近東・中央アジアでは約9～7.5万年前から約3.5万年前まではネアンデルタール人が有名。また、約7万年前にはホモ・エレクトスが絶滅している。およそ200万年前に始まる更新世は氷河時代とも呼ばれ、人類が居住するには過酷な気候であった。採集狩猟生活であったこの時期の人びとの食料源となる動物群・植物群が充分植生していなかったので、人類が居住するのにマイナス面が多かった。この時期には打製石器がより発達し、石核石器と剥片石器が登場したほか、死者の埋葬が始まったと考えられている。

### 後期旧石器時代
後期旧石器時代の年代は、地域によって異なるが、約3.5万年前～約1.2万年前の期間とされている。西ヨーロッパでは、「発展した旧石器時代（アドバンスト・パレオリシック）」とも呼んでいる。約3万年前から2万4000年前にはネアンデルタール人が絶滅し、ヒト属に属する生物は現生人類のみとなった。このころ打製石器はさらに精巧なものとなり、石刃技法を用いたナイフ形石器が普遍的に生産されるようになった。また骨角器の制作や衣服の着用、装身具の使用、洞窟壁画の登場やこれに代表される呪術的な行為の発生が認められている。
この時代から、日本列島に人類が住んだ遺跡や遺物が多く発見されている。北海道から九州までの遺跡の数は5000箇所にのぼっている。

## 中石器時代
紀元前1万年～紀元前8000ないし6000年頃の期間で、氷河が後退しはじめ気候が温暖になったため植物が繁茂し、動物が増えるなど、人間が採集狩猟で食物を得やすくなった。技術としては、細石器の登場によって代表される。日本列島においては、細石刃の出現が指標となる。
中石器時代は旧石器時代と新石器時代の間のヒトの技術の進化の期間を指す。更新世終期（約10,000年前）に始まり、農業の開始（世界の地域により時期が異なる）までで終わる。近東地域（地中海沿岸のシリア、エジプト、小アジアなどの地域）では、更新世終期には農業は始まっていた為、中石器時代は短い、或は無いと分類される。

## 新石器時代
地域によって違うが、オリエントの肥沃な三日月地帯では、紀元前8000年頃に、中米やメソポタミアでは、紀元前6000年頃に始まった。
地質学的にいうと、人類が現生動物と共存する完新世に属し、磨かれた石の道具である磨製石器を主な道具としていた時代でもある。この時期のもっとも重要な出来事は定住の開始であり、さらにこれに伴って土器の使用、農耕や家畜の飼育が始まり、自給自足の生活へと変わっていったことから「新石器革命」とよぶことがある。もっとも、定住を開始したために農耕や土器製作などがはじまったのか、それとも農耕などの各種技術の発見によって定住を開始することになったのかはわかっていない。とくにこの時期に行われたオオムギやコムギなど穀物の栽培化は人類の食糧基盤となり、家畜は食糧源や輸送・労働力として重要なものとなり、また土器は石器に比べはるかに製作・成形しやすいものであり、より高度な道具の制作が可能となった。こうした発明は以後の技術発展の基礎となるものであり、人類の繁栄の基盤となった。また、この新石器革命は社会を複雑化させるきっかけとなった。効率的な食料生産はそれまでよりもはるかに大きな人口を扶養することが可能になり、莫大な社会余剰を生み出した。この社会余剰を元に、食料生産に直接的に従事しないスペシャリストが生まれ、さらに食糧生産をより増大させるために灌漑などの土木工事が始まり、それを実行するために社会の組織化が始まった。しかしはじまりの時期が違うように、生活様式は、地域で大分違っていた。例えば日本の縄文時代も新石器時代に位置づけられるが、日本で農耕が発達するのは縄文時代中期以降であり、牧畜は縄文時代を通じて存在しなかった。

## 金石併用時代と石器時代の終焉
やがて、自然状態で存在する金属を加工することを覚えた人類は、自然銅や自然金といった天然の鉱石を発見し、銅や金といった柔らかくて加工の容易な金属を使用するようになっていった。ただしこうした金属は硬度が不足しており、石器を完全に駆逐することはできなかった。この時代のことは銅器時代、または金石併用時代と呼ばれる。やがて冶金を覚え、スズと銅の合金である青銅を手にした人類は、完全な金属器文明である青銅器時代を迎えることとなった。ただし、石器時代の終焉時期は地域によって非常に異なり、なかには紀元後、すなわち西暦1世紀以降に入っても石器時代のままであった文明も存在した。こうした文明のうちでもっとも代表的なものはメソアメリカ文明やインカ帝国といった新大陸の諸文明であり、国家を形成し文明と呼ぶに足る高度な文化を築き上げていたにもかかわらず、冶金技術は非常に遅れており、銅や金などを装飾品として使用する金石併用時代のまま、16世紀初頭にスペインの侵略を受け滅亡することとなった。

## 交易
新石器時代に、石器の原料として最も珍重されたものは、鋭利な刃物を作ることのできる黒曜石だった。しかし黒曜石は火山性のガラスであるため産出地が非常に限られており、本来なら産地近辺の限られた地域しか使用されていないはずである。しかし実際には産地から遠く離れた遺跡においても黒曜石製の石器の産出がある。このため、新石器時代にはすでに黒曜石などの必需品を交易する遠隔地交易がはじまっていたと考えられている。金属器が発明されていない段階での黒曜石の重要性は文明レベルが上がるにつれて高まり、マヤ文明においては文明圏南部のマヤ高地にしか産出しない黒曜石製の石器が交易網によって文明圏全域に運ばれた。先古典期のカミナルフユや古典期のコパンのように黒曜石を交易品の主力とする都市も生まれ、コパンにおいては黒曜石の生産と流通を国家がコントロールしていた。

## 地質時代と石器時代の対応表
| 地質時代 | 地質時代      | 石器時代   | 石器時代       | 期間                             |
| -------- | ------------- | ---------- | -------------- | -------------------------------- |
| 第四紀   | 更新世 洪積世 | 旧石器時代 | 前期旧石器時代 | 約200万年前～ 約10万年前         |
| 第四紀   | 更新世 洪積世 | 旧石器時代 | 中期旧石器時代 | 約9ないし7.5万年前～ 約3.5万年前 |
| 第四紀   | 更新世 洪積世 | 旧石器時代 | 後期旧石器時代 | 約3.5万年前～ 紀元前約1万年      |
| 第四紀   | 完新世 沖積世 | 中石器時代 |                | 紀元前1万年～ 紀元前8・6000年    |
| 第四紀   | 完新世 沖積世 | 新石器時代 |                | 紀元前8000年～                   |